# Onoratoite
La onoratoite è un minerale.